# 沃特金斯格伦
沃特金斯格伦（Watkins Glen）是美国纽约州斯凯勒县的一个村，是斯凯勒县的县城。 2010年人口普查时的人口为1859人。 沃特金斯格伦村庄位于迪克斯和雷丁镇内。

## 历史
该地区的欧洲人民的第一个定居点开始于大约1800年。沃特金斯格伦是希芒运河的北部终点，始建于1830年，于1833年完成，将塞内卡湖连接至希芒河。通过村庄流入湖中的凯瑟琳溪被用来帮助建造运河。